# Anne Vallayer-Coster
Anne Vallayer-Coster (21 december 1744 – 28 februari 1818) was een 18e-eeuwse Franse kunstschilder die vooral bekend is vanwege haar stillevens. Ze verwierf al heel vroeg in haar carrière roem en erkenning en werd op 26-jarige leeftijd toegelaten tot de Académie Royale de Peinture et de Sculpture .
Ondanks de lage status die het stilleven in haar tijd had, wekten de sterk ontwikkelde vaardigheden van Vallayer-Coster al snel de aandacht van verzamelaars en andere kunstenaars. Dat gold vooral voor de manier waarop zij bloemen schilderde. Haar 'vroegrijp talent en de lovende kritieken' zorgden voor aandacht van het koninklijk hof, waar met name Marie Antoinette belangstelling kreeg voor haar schilderijen.
Zij had een waardig en hardwerkend bestaan. Ze overleefde het bloedvergieten van de terreur tijdens de Franse Revolutie, maar de val van de Franse monarchie was er wel de oorzaak van dat haar reputatie achteruitging.
Naast stillevens schilderde ze portretten en genrestukken, maar door de beperkingen die toen voor vrouwen golden, was haar succes bij figuurschilderen beperkt.

## Biografie

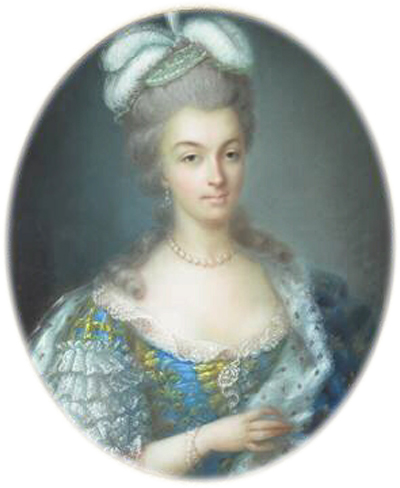
Koningin Marie-Antoinette. Pasteltekening door Vallayer-Coster (1780)

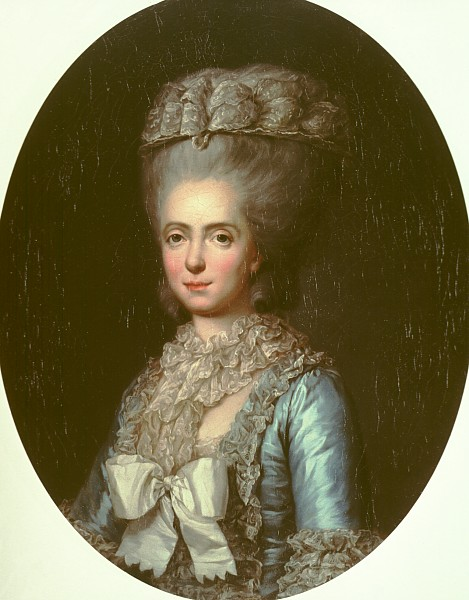
Portret van Marie Adélaïde van Frankrijk, olieverf

Vallayer-Coster werd in 1744 geboren bij de oevers van de Bièvre, een zijrivier van de Seine. Zij was een van de vier dochters van een edelsmid die werkte voor de koninklijke familie. In 1754 verhuisde haar vader met zijn gezin naar Parijs. Vallayer-Coster werd net als andere vrouwelijke kunstenaars opgeleid door haar vader; maar ook kreeg zij lessen van de miniatuurschilder Madeleine Basseport, die bovendien verbonden was aan de botanische tuin van de koning. Zij schijnt ook onderwezen te zijn door de beroemde zeeschilder Joseph Vernet.
Toen zij 26 jaar was, had Vallayer-Coster nog geen naam en ook geen belangrijke koper; een zorgwekkende situatie. Met aarzeling diende ze twee van haar stillevens in bij de Académie Royale de Peinture et de Sculpture. Ze werd unaniem gekozen in de Académie Royale door de leden van de Académie. Dit moment van succes werd echter overschaduwd door de dood van haar vader. Haar moeder nam het familiebedrijf over. Anne bleef werken om haar familie te helpen onderhouden.
In een commentaar op de tentoonstelling van de Salon van 1771 merkte encyclopedist Denis Diderot het volgende op over haar werk: "Als alle nieuwe leden van de Académie Royale werken zoals die van Mademoiselle Vallayer zouden maken, met hetzelfde hoge kwaliteitsniveau, dan zou de Salon er heel anders uit zien!"  Hoewel ze in deze periode vooral bekend is met haar stillevens, schildert ze ook portretten. Haar Portret van een violist uit 1773 werd in 2015 gekocht door het Nationalmuseum in Stockholm.
Vallayer-Coster exposeerde haar eerste bloemstilleven in 1775 en werd daarna vooral bekend als bloemenschilder. Vier jaar later kreeg ze steun van van Marie Antoinette. Door haar contacten met het hof en door druk van Marie Antoinette kreeg ze in 1781 ruimte in het Louvre, wat ongebruikelijk was voor vrouwelijke kunstenaars. Kort daarna trouwde ze, in aanwezigheid van Marie Antoinette en in het hof van Versailles, met Jean-Pierre Silvestre Coster, een rijke advocaat en lid van een machtige familie uit Lotharingen. Marie Antoinette tekende het huwelijkscontract als getuige. Hierdoor ging zij behoren tot de hoogste rangen van de bourgeoisie, de noblesse de robe.  

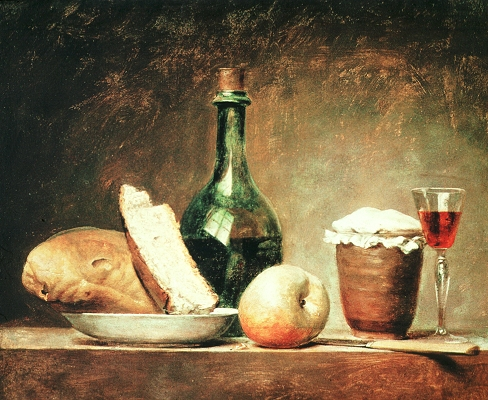
Stilleven met ronde fles

Tijdens de terreur van de Franse Revolutie in 1793 verdween het oude regime, dat haar tot dat moment had gesteund. De val van de Franse monarchie beïnvloedde haar carrière. Hoewel keizerin Josephine tijdens het bewind van Napoleon in 1804 twee werken van haar kocht, werd haar reputatie minder. Vallayer-Coster concentreerde zich in deze periode op bloemenschilderijen in olieverf, aquarel en gouache.
In 1817 exposeerde ze Stilleven met kreeft bij de Parijse salon. Dit was haar laatste schilderij.
Ze stierf in 1818 op 73-jarige leeftijd. Zij heeft meer dan 120 stillevens geschilderd, altijd met een kenmerkende, kleurrijke schittering.

## Stijl en techniek

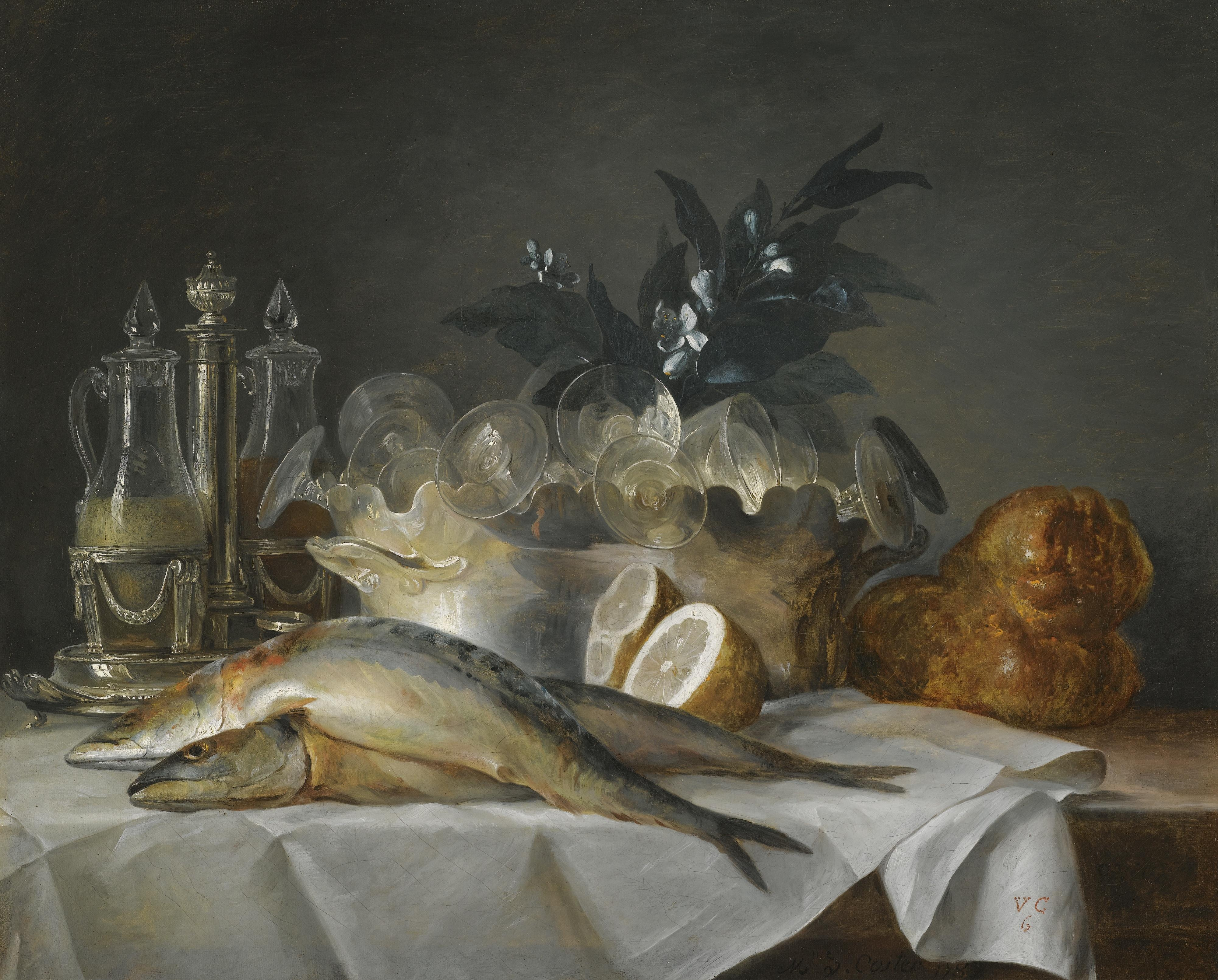
Een stilleven van makreel, glaswerk, een brood en citroenen op een tafel met een wit kleed (ca. 1774)

Vallayer-Coster maakte als hierboven beschreven voornamelijk stillevens. Volgens de mores van haar tijd mochten vrouwelijke kunstenaars geen naaktmodellen  tekenen, wat een noodzakelijke basis was om de hogere genres van de kunst te bereiken. Stillevens, destijds beschouwd als de minst intellectuele van de genres en de laagste in de academische hiërarchie, werden beschouwd als een geschikt onderwerp voor vrouwelijke kunstenaars.
Vallayer-Coster maakte de meeste van haar schilderijen met olieverf op doek. Ze bereikte een groot realisme in de weergave van materialen en texturen door haar nauwkeurige, fijn gemengde penseelstreken. Deze wisselwerking tussen kunst en natuur kwam vrij veel voor in Nederlandse, Vlaamse en Franse stillevens. Haar werk laat de invloed zien van Jean-Baptiste-Siméon Chardin en van 17e-eeuwse Nederlandse meesters. Wat Vallayer-Coster's stijl onderscheidt van de andere stillevenschilders, is haar unieke manier om representatief illusionisme te combineren met decoratieve compositorische structuren. Haar doel was om alles wat ze schilderde een grandeur te geven. Daarbij schiep ze een gevoel van stabiliteit en overvloed.

## Werken van Anne Vallayer-Coster

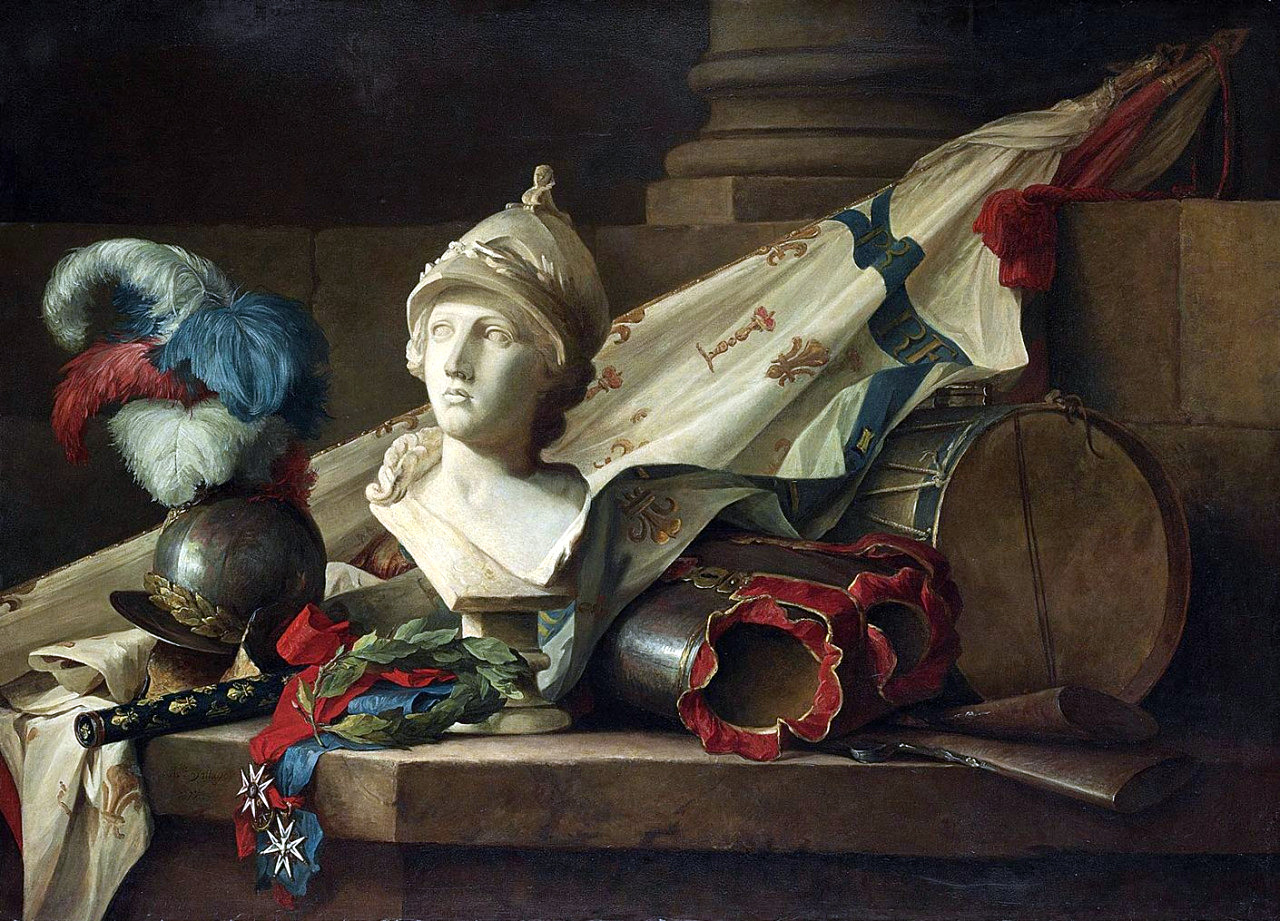
Een buste van Minerva met harnas en wapens op een stenen tafel (1777)
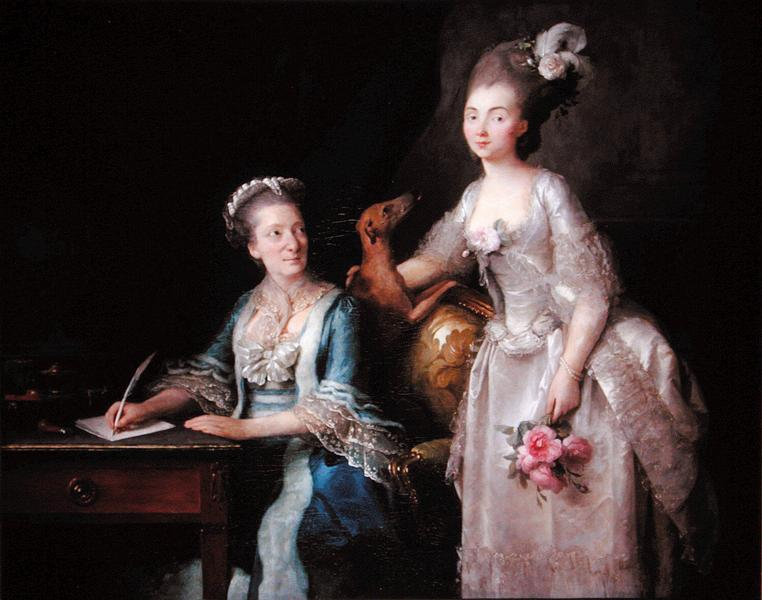
Een schrijvende dame met haar dochter (1775)
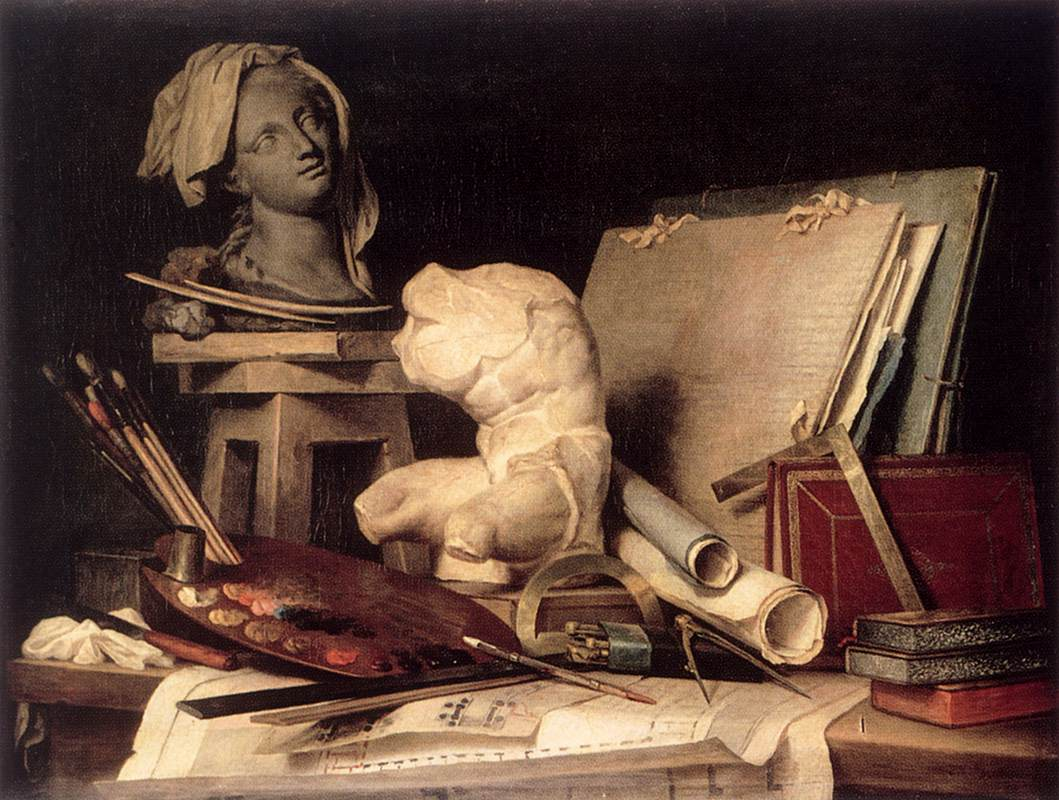
Kenmerken van schilderkunst, beeldhouwkunst en architectuur (1769)
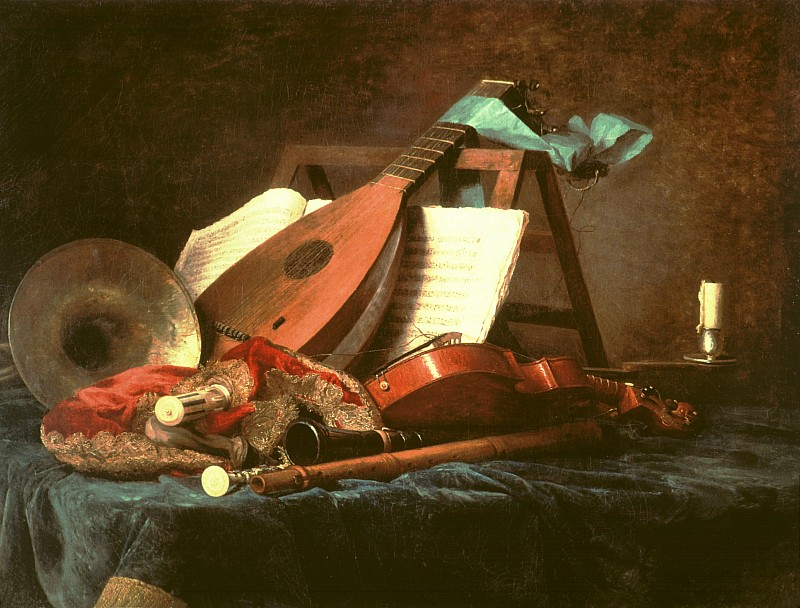
Muziekattributen (1770)
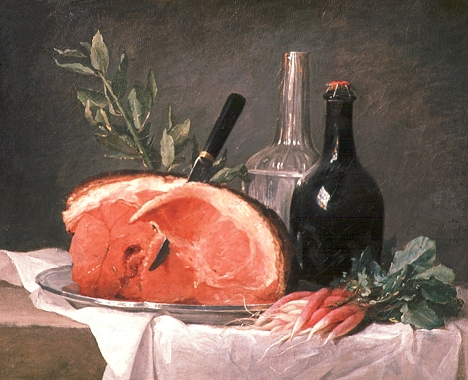
Stilleven met ham (ca. 1767)
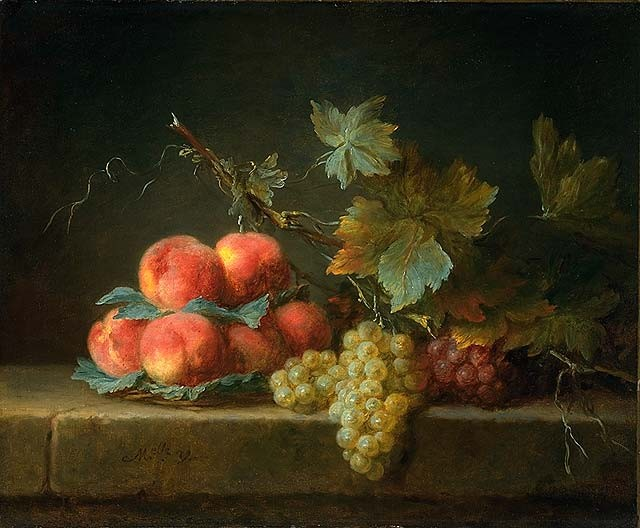
Stilleven met perziken en druiven
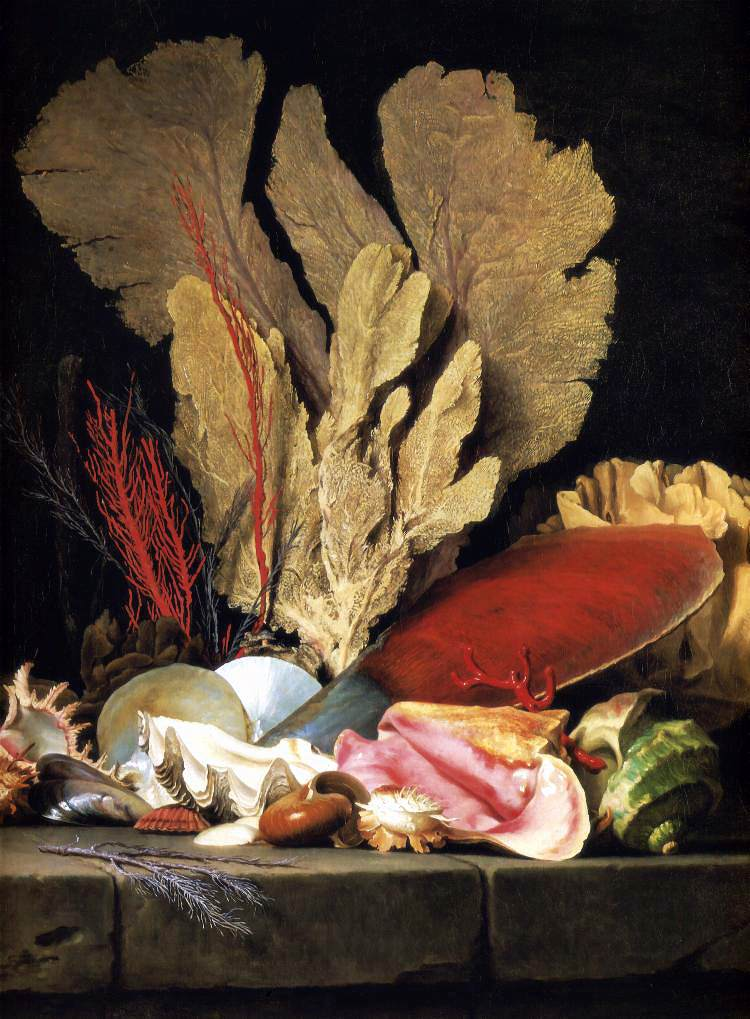
Stilleven met planten uit de zee, schelpen en koralen (1769)
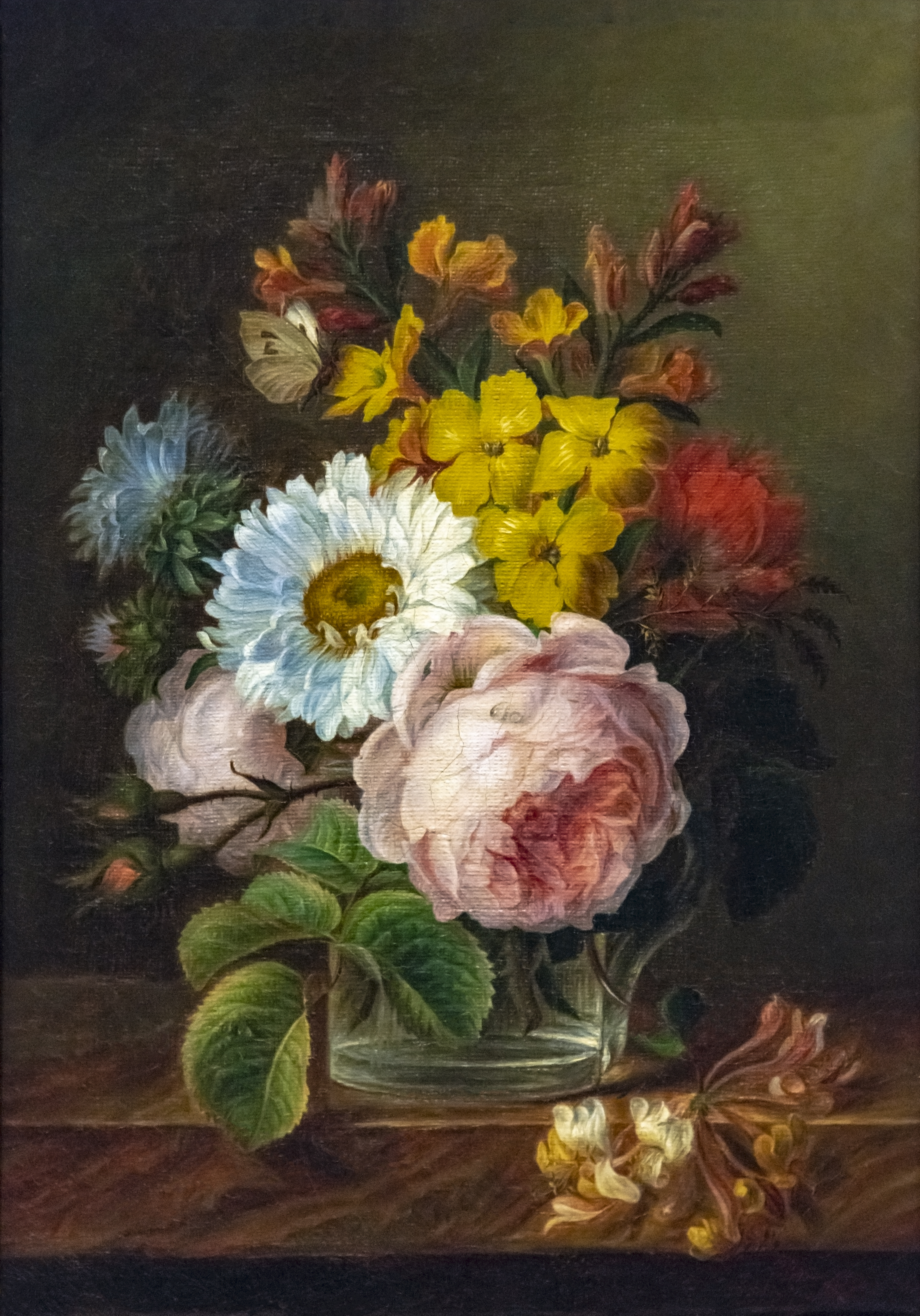
Boeket bloemen in een glas water (ca. 1774)
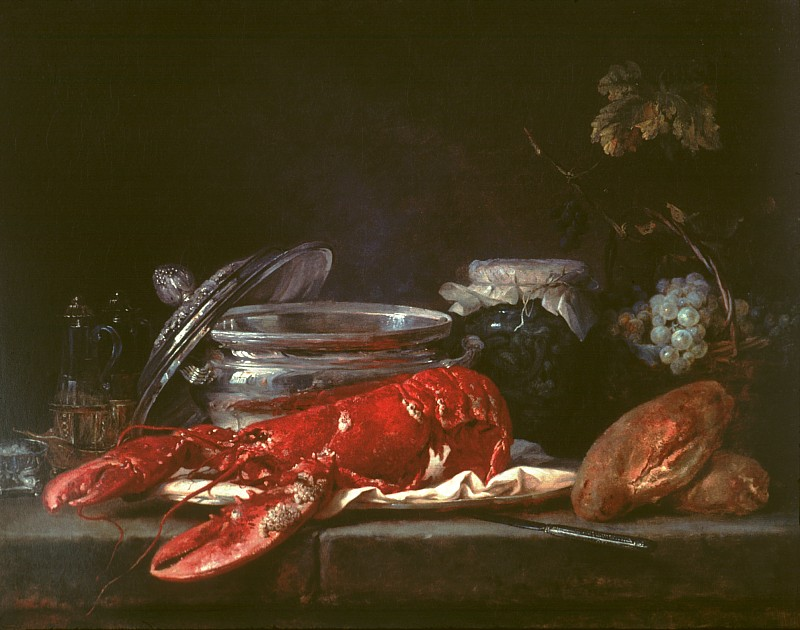
Stilleven met kreeft (ca. 1781)
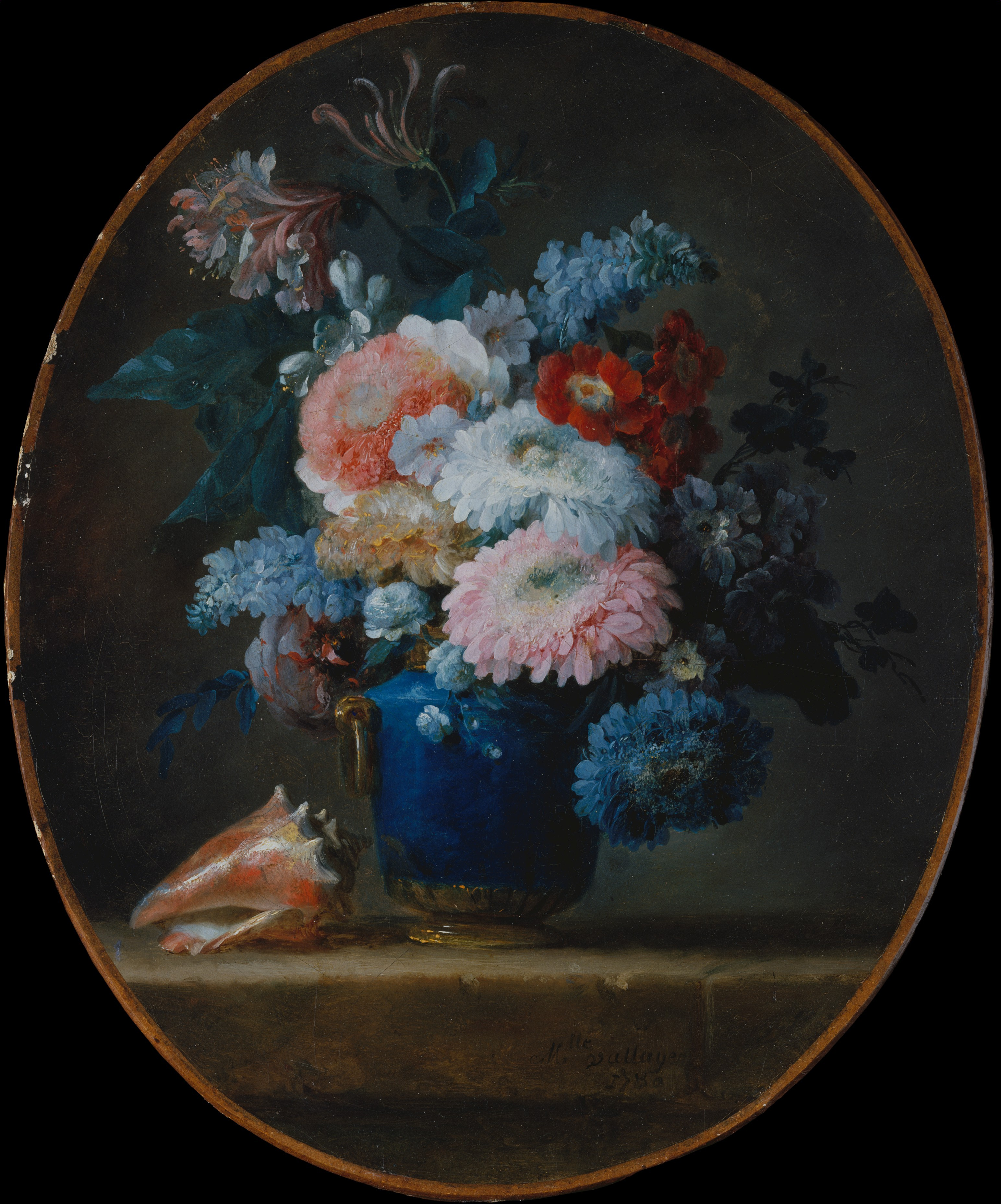
Vaas met bloemen en schelp (1780)

## Tentoonstelling
Tussen juni en september 2002 werden meer dan 35 schilderijen van Vallayer-Coster tentoongesteld in de National Gallery of Art in Washington met de titel "Anne Vallayer-Coster: schilder aan het hof van Marie Antoinette".